# Édouard Drouot
Édouard Drouot fue un escultor y pintor francés, nacido en Sommevoire en 1859 y fallecido en 1945; fue alumno de Émile Thomas y de Mathurin Moreau.

## Datos biográficos
Édouard Drouot nació en la localidad de Sommevoire de Champaña-Ardenas el año 1859. Dos años antes de su nacimiento, en 1857, Antoine Durenne había comprado la fundición del pueblo.
Estudió en la escuela de Bellas Artes de París, teniendo a Émile Thomas y Mathurin Moreau como profesores.
Obtuvo una medalla en el Salón de París de 1892 y una mención de honor en la Exposición Universal de 1900.
Falleció el año 1945, a los 86 años.

## Obras

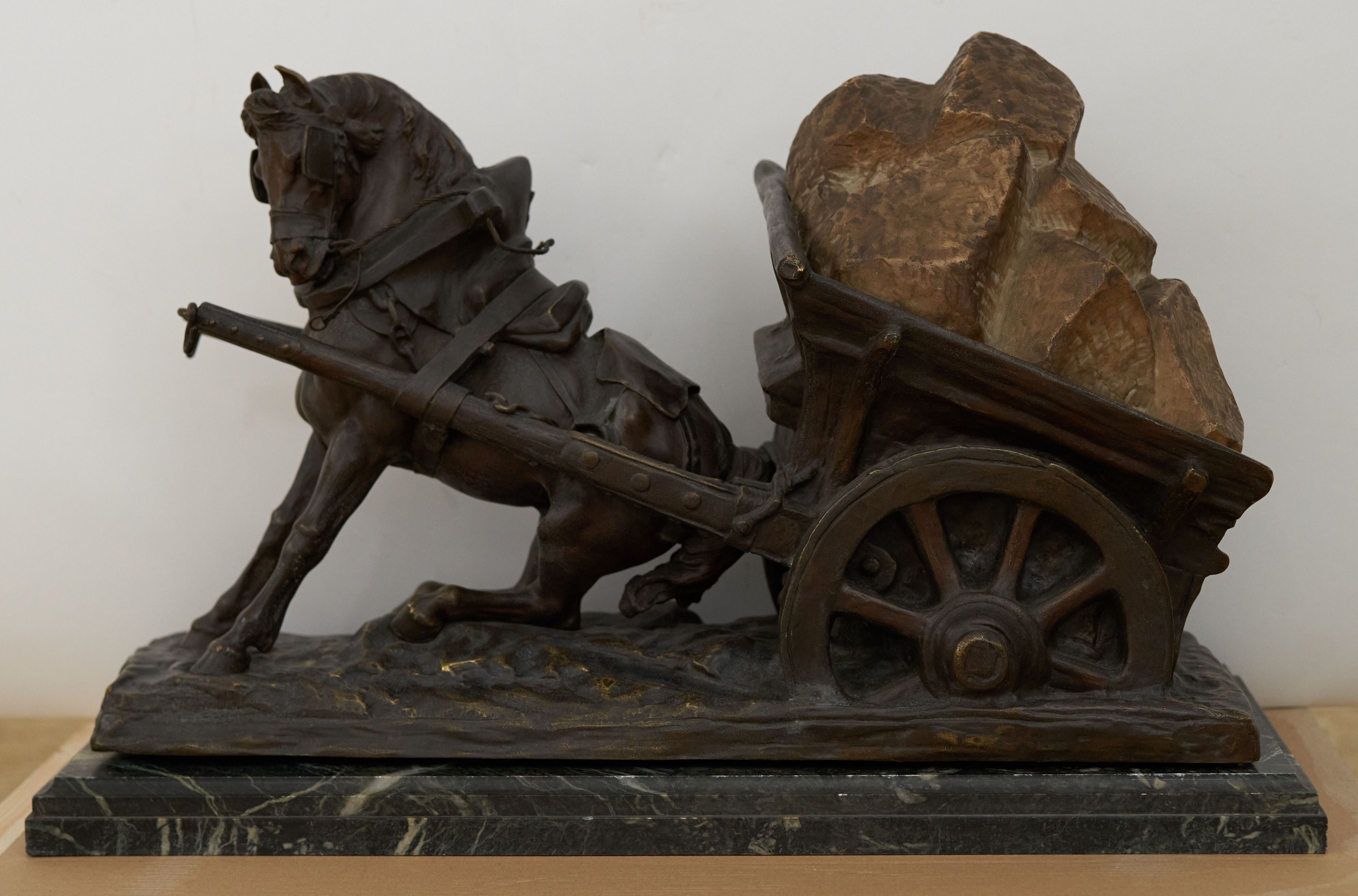
Édouard Drouot: Caballo de trabajo

Entre las obras más conocidas de Édouard Drouot se incluyen las siguientes:
- Bloomington, el Museo de Arte de Indiana,[1] conserva un bronce titulado : Mujer que da alas a un cautivo, en francés: Femme donnant des ailes à un captif.
- Vichy, Centro hospitalario, La República protegiendo a los niños y a los ancianos en francés: La République protégeant l'Enfance et la Vieilesse, 1901, bronce.

- Châtillon-sur-Marne, viacrucis campestre del Priorato de Binson, 14 estaciones, 1893, fundido en Sermaize-les-Bains (Marne) por Denonvilliers.